# Liste der denkmalgeschützten Objekte in Bruck am Ziller
Die Liste der denkmalgeschützten Objekte in Bruck am Ziller enthält die denkmalgeschützten, unbeweglichen Objekte der Gemeinde Bruck am Ziller.

## Denkmäler
| Foto |                 | Denkmal                                                                    | Standort                                 | Beschreibung | Metadaten |
| ---- | --------------- | -------------------------------------------------------------------------- | ---------------------------------------- | --- | --- |
| ja   | Datei hochladen | Kath. Pfarrkirche hl. Leonhard HERIS-ID: 81564 Objekt-ID: 95342 TKK: 15211 | Dorf 29 Standort KG: Bruck am Ziller     | Die Pfarrkirche ist ein barocker Saalbau; der Chor sowie der Nordturm mit Spitzhelm sind im Kern noch gotisch. Die Statuen der heiligen Ulrich und Leonhard am barocken Hochaltar schuf Josef Martin Lengauer im Jahr 1768. | BDA-Hist.: Q38176035 Status: § 2a Stand der BDA-Liste: 2025-06-30 Name: Kath. Pfarrkirche hl. Leonhard GstNr.: .28 Pfarrkirche hl. Leonhard, Bruck am Ziller |
| ja   | Datei hochladen | Friedhofskapelle HERIS-ID: 81566 Objekt-ID: 95344 TKK: 15212               | Dorf 29 Standort KG: Bruck am Ziller     | Die Kapelle wurde 1986/87 im Zuge der Friedhofserweiterung anstelle eines älteren Vorgängerbaus nach Plänen von Hansjörg Xander errichtet. Die einjochige, gemauerte Kapelle weist einen dreiseitigen Chorschluss, ein verschindeltes Satteldach und eine große rundbogige Öffnung mit einer zweiflügligen verglasten Metalltür auf. Die Glasfenster stammen von Richard Hirschbäck. | BDA-Hist.: Q38176046 Status: § 2a Stand der BDA-Liste: 2025-06-30 Name: Friedhofskapelle GstNr.: .28                                                         |
| ja   | Datei hochladen | Friedhof mit Friedhofskreuz HERIS-ID: 81568 Objekt-ID: 95346 TKK: 135227   | bei Dorf 29 Standort KG: Bruck am Ziller | Der von einer Mauer begrenzte Friedhof umgibt die Pfarrkirche im Norden, Süden und Osten. Er wurde vermutlich zur Entstehungszeit der Kirche im 14. Jahrhundert angelegt und 1986/87 nach Südosten erweitert. Im Bereich der neu erbauten Totenkapelle befindet sich eine abgeschrägte Mauer mit Segmentbogennischen für Grabtafeln. Das Friedhofskreuz im Kreuzkasten mit einem geschnitzten, polychrom gefassten Corpus im Dreinageltypus stammt aus der zweiten Hälfte des 19. Jahrhunderts. | BDA-Hist.: Q38176056 Status: § 2a Stand der BDA-Liste: 2025-06-30 Name: Friedhof mit Friedhofskreuz GstNr.: .28 Friedhof Bruck am Ziller                     |
| ja   | Datei hochladen | Kriegerdenkmal HERIS-ID: 81569 Objekt-ID: 95347 TKK: 30041                 | Dorf 29 Standort KG: Bruck am Ziller     | Das Kriegerdenkmal in der Südostecke des Friedhofs besteht aus einem sich nach oben leicht verjüngenden Aufbau aus grob behauenen Natursteinquadern über stufenförmigem Podest, der von der Bronzeplastik eines Adlers bekrönt wird. In der Sockelzone und im Aufbau befinden sich schwarze Steinplatten mit den Namen der Gefallenen der Kriegsjahre 1797, 1809 und 1812 sowie der beiden Weltkriege.                                                                                          | BDA-Hist.: Q38176065 Status: § 2a Stand der BDA-Liste: 2025-06-30 Name: Kriegerdenkmal GstNr.: .28                                                           |